# 김범도
김범도는 대한민국 문화방송의 아나운서이다.

## 학력
- 대광고등학교
- 성균관대학교 문과대 철학 학사(서양철학 전공)
- 성균관대학교 대학원 국제경제학과 경제학 석사

논문 : IMF제도의 변동과정과 EMS의 전망(1994년 2월)

## 경력
- 1994년 MBC 공채 아나운서
- 2007년 11월 서울여자대학교 겸임교수
- 2015년 3월 ~ 2018년 2월 아나운서 협회장
- 2021.2~ 경제유튜브 '파보세' 제작 및 진행

## 진행

### TV
- <건강 더하기 행복>
- <TV 특강>
- <뷰티풀 라이프>
- <아름다운 도전>
- <스포츠 하이 라이트>
- <TV특종! 놀라운 세상>

### 라디오
- MBC 표준FM 김범도의 모두가 사랑이예요(1997 ~1998)
- MBC 표준FM 김범도의 새벽다방(2013.9.1 ~ 2015.10.29)

### 유튜브
- 경제 유튜브 < 파보세(파이낸셜타임즈와 이코노미스트로 보는 세계 경제) > 2021년 3월 5일 ~